# Piero Burgos
Piero Salvador Burgos Romero (ur. 16 kwietnia 1990) – chilijski zapaśnik walczący w stylu wolnym. Zajął siódme miejsce na mistrzostwach panamerykańskich w 2012. Brązowy medalista igrzysk boliwaryjskich w 2013. Mistrz Ameryki Południowej w 2011, a trzeci w 2013 roku.